# Debre Sina (città)
Debre Sina è una città dell'Etiopia situata nella zona del Semien Scioa, nella regione degli Amara. Sebbene l'omonimo distretto prenda il nome della città, il suo centro amministrativo è Mekane Selam.